# Leuth (Berg en Dal)
Leuth ist ein niederländisches Dorf in der Gemeinde Berg en Dal in der Provinz Gelderland. Es liegt an der Waal.
4 km südwestlich von Millingen aan de Rijn gelegen, hat das Dorf 1735 Einwohner (Stand: 1. Januar 2024). Das markante Bauwerk ist die Remigiuskirche. Ein angrenzendes deutsches Nachbardorf ist Zyfflich. Das Ward ist Teil des Naturschutzgebietes De Gelderse Poort in der Düffel.

## Geschichte
Leuth lag an der Flussgrenze des Römischen Reiches nahe den Lagern Nimwegen und Rindern. Das fränkische Dorf (Lotde) wurde 891/92 in einer Schenkung an Kloster Lorsch mit mehreren Nachbarorten erstmals erwähnt. Es gehörte später zur Herrlichkeit Spaldrop im heutigen Kekerdom, die ab 1247 dem Grafen, später Herzog von Gelderland unterstand. 1445 verpachtete dieser es an den Herzog von Kleve. 1609 bzw. 1701 gelangte es mit dem Herzogtum an Brandenburg bzw. das Königreich Preußen als Exklave mit dem Nachbarort Kekerdom. Der Wiener Kongress sprach es den Niederlanden zu, was 1817 im Tausch gegen Schenkenschanz umgesetzt wurde. Im Zweiten Weltkrieg wurde es stark zerstört, auch die erst 1934/35 errichtete St. Remigiuskirche (nach 1945 wieder errichtet und 2017 entweiht). Zunächst gehörte das Dorf zur Gemeinde Beek, die 1818 zu Ubbergen kam. Durch Fusion und Umbenennung entstand 2015 bzw. 2016 die Gemeinde Berg en Dal.

## Persönlichkeiten
- Jeroen van Eck (* 1993), Mountainbiker